# 有刺客
〈有刺客〉（英語：Ignition Point）是《探險活寶》第四季的第22集。在卡通頻道2012年9月17日播出。本集以阿寶和老皮為主角。阿寶和老皮潛入火焰王國找火焰公主。他們發現一場要暗殺火焰國王的陰謀並阻止它。